# Balls of Steel
Balls of Steel is een televisieserie ontwikkeld door Objective Productions, oorspronkelijk uitgezonden op Channel 4, met Mark Dolan als gastheer.
Massive Balls of Steel, was een spin-off van Balls of Steel met highlights en werd vertoond op de televisiezender E4.

## Onderdelen
Het programma kent verschillende onderdelen.
| Door              | Naam van onderdeel       | Gimmick | Begon in serie | Stopte in serie |
| ----------------- | ------------------------ | --- | -------------- | --------------- |
| Alex Zane         | Alex Zanes ... Game      | Een persiflage op televisiespellen waarbij het slachtoffer oneerlijk benadeeld wordt of een andere speler (die meestal meedoet in het complot) voorgetrokken wordt. | 1              | -               |
| Thaila Zucchi     | Bunny Boiler             | Flirt met mannen in het bijzijn van hun geliefde om een reactie op te wekken. Thaila is aantrekkelijk en draagt hierbij over het algemeen weinig verhullende kleding. | 1              | -               |
| Michael Locke     | Pain Men                 | Twee mannen die zichzelf Pancho en Pritchard noemen pijnigen elkaar en zichzelf. | 1              | -               |
| Matthew Pritchard | Pain Men                 | Twee mannen die zichzelf Pancho en Pritchard noemen pijnigen elkaar en zichzelf. | 1              | -               |
| Olivia Lee        | Prank TV with Miss Lee   | Grapjes uithalen met beroemdheden | 1              | -               |
| Barrie Hall       | The Annoying Devil       | Irriteert mensen gekleed in een duivel-kostuum. | 2              | -               |
| Jason Attar       | The Annoying Devil       | Irriteert mensen gekleed in een duivel-kostuum. | 1              | 1               |
| Neg Dupree        | Neg's Urban Sports       | Zogenaamde boerenjongen die in de stad verschillende sporten op mensen gaat uitoefenen | 1              | 3               |
| Eric Page         | Big Gay Following        | Vraagt steeds aan andere mannen of ze van bil willen | 1              | -               |
| Toju Okorodudu    | Militant Black Guy       | Creëert bewust oncomfortabele situaties door mensen bij elke gelegenheid te beschuldigen van racisme. Over het algemeen is dit het verkeerd interpreteren van de naam van iets voor een racistische opmerking. Voorbeelden zijn "zwarte" gaten, "Black Forest gateau", en het "All Blacks" rugby team, de woorden "Cocoon" & "raccoon" omdat ze "coon" bevatten, Isle of Wight, garden 'hoes', en de schaakregel dat wit begint. | 1              | -               |
| Tim Shaw          | Mr. Inappropriate        | Doet onbehoorlijke dingen in het openbaar, zoals het leren van controversiële teksten aan buitenlandse studenten, het lezen van pornografische bladen in de metro of het verkopen van dubbel glas om 4 uur 's nachts. | 2              | -               |
| Carla Lynch       | Scummy Mummy             | Een "slechte ouder"; doet het tegenovergestelde van wat een goede moeder zou doen. Bijvoorbeeld: roken terwijl ze pretendeert zwanger te zijn en doen alsof haar vliezen gebroken zijn over een nietsvermoedend slachtoffer. | 3              | -               |
| Laurence Rickard  | The Bastard in the Black | Een strenge en onredelijke voetbalscheidsrechter, die echte wedstrijden fluit waarin hij komische beslissingen maakt die niet overeenkomen met de regels van voetbal. | 3              | -               |
| Ross Scott        | Knob Jockey              | Ross Scott probeert mannen zo lang mogelijk te berijden, met kleding en commentaar van een paardenrace. Deze stunt lijkt op Neg´s Big Stranger Rodeo, een van Neg´s Urban Sports. | 3              | -               |
| Chris Stapp       | Randy Cambells stunts    | "De beste stuntman van Nieuw-Zeeland" die gevaarlijke stunts uitvoert die onvermijdelijk misgaan. | 1              | 1               |
| Robin Huxtable    | Naked Man                | Wandelt door het land en bezoekt openbare plaatsen. Mogelijk is dit een parodie op de "naked rambler". | 1              | 1               |
| Dawn Porter       | Man Tester               | Regelt een single man in een bar voordat ze een ongebruikelijk feit over haarzelf toont (bijvoorbeeld dat ze bij een seks chat lijn werkt en in zijn bijzijn de telefoon beantwoord) en dan kijken of hij doorgaat met flirten of het afkapt. | 1              | 1               |
| Ross Lee          | The World's Worst        | Neemt verschillende banen of taken, alleen maar om er "de slechtste ooit" in te willen zijn. Dit omvat o.a. het zijn van barman of taxichauffeur en geld stelen van nietsvermoedende klanten. | 1              | 1               |
| Jonathan Goodwin  | Escapologist             | Een soort boeienkoning; onderneemt gevaarlijke ontsnappingspogingen met hulp van zijn vader. | 2              | 2               |
| Kelly Burgess     | The Fuckers              | Hebben gespeelde seks in een serie onacceptabele plaatsen zoals in een lift met passagier, in een Land Rover showroom of in een huis dat te koop staat tijdens de rondleiding van de makelaar. | 2              | 2               |
| Tony Parsons      | The Fuckers              | Hebben gespeelde seks in een serie onacceptabele plaatsen zoals in een lift met passagier, in een Land Rover showroom of in een huis dat te koop staat tijdens de rondleiding van de makelaar. | 2              | 2               |
| Jenni Davies      | The Penis Fly Trap       | Brengt zichzelf in ongemakkelijke situaties en beschuldigd mannen die haar te hulp schieten van seksisme. | 2              | 2               |

## Winnaars
| Aflevering | Uitzenddatum      | Door                            | Onderdeel                   | Aantal overwinningen |
| ---------- | ----------------- | ------------------------------- | --------------------------- | -------------------- |
| 'Serie 1'  |                   |                                 |                             |                      |
| 1          | 19 augustus 2005  | Alex Zane                       | Alex Zane's Buzzin' Game    | 1                    |
| 2          | 26 augustus 2005  | Jason Attar                     | The Annoying Devil          | 1                    |
| 3          | 2 september 2005  | Michael Locke Matthew Pritchard | Pain Men                    | 1                    |
| 4          | 9 september 2005  | Toju Okorodudu                  | Militant Black Guy          | 1                    |
| 5          | 16 september 2005 | Thaila Zucchi                   | Bunny Boiler                | 1                    |
| 6          | 23 september 2005 | Olivia Lee                      | Prank TV with Miss Lee      | 1                    |
| 7          | 30 september 2005 | Jason Attar                     | The Annoying Devil          | 2                    |
| 'Serie 2'  |                   |                                 |                             |                      |
| 1          | 16 februari 2007  | Neg Dupree                      | Neg's Burger Bowl Off       | 1                    |
| 2          | 23 februari 2007  | Eric Page                       | Big Gay Following           | 1                    |
| 3          | 2 maart 2007      | Toju Okorodudu                  | Militant Black Guy          | 2                    |
| 4          | 9 maart 2007      | Tony Parsons Kelly Burgess      | The Fuckers                 | 1                    |
| 5          | 16 maart 2007     | Olivia Lee                      | Prank TV with Miss Lee      | 2                    |
| 6          | 23 maart 2007     | Barrie Hall                     | The Annoying Devil          | 3                    |
| 'Serie 3'  |                   |                                 |                             |                      |
| 1          | 23 maart 2008     | Eric Page                       | Big Gay Following           | 2                    |
| 2          | 28 maart 2008     | Tim Shaw                        | Mr. Inappropriate           | 1                    |
| 3          | 4 april 2008      | Barrie Hall                     | The Annoying Devil          | 4                    |
| 4          | 11 april 2008     | Michael Locke Matthew Pritchard | Pain Men                    | 2                    |
| 5          | 18 april 2008     | Alex Zane                       | Alex Zane's Heart Rate Game | 2                    |
| 6          | 25 april 2008     | Michael Locke Matthew Pritchard | Pain Men                    | 3                    |

## Internationale televisie-uitzendingen
In Nederland is Balls of Steel uitgezonden op RTL 5, in Latijns-Amerika wordt het uitgezonden op Sony Entertainment Television, in Nieuw-Zeeland op TV2, in Duitsland op RTL II, in Denemarken op TV2 Zulu, in Noorwegen op TV2 Zebra, in Zweden op Kanal 5, in Polen op TVN en in Australië op The Comedy Channel en Nine Network. In januari 2007 zijn er opnames gemaakt van een pilot voor een Amerikaanse versie, gehost door J. Keith van Straaten, maar deze werd uiteindelijk niet in productie genomen.
Tijdens de lente van 2007 werd er een Italiaanse aanpassing op het format uitgezonden op Rai Due, deze versie werd na 1 seizoen beëindigd wegens de lage waardering.

## Toekomst
Op de website van Neg Dupree werd gerefereerd aan de 3e serie als "de laatste ooit", maar dit is nooit officieel bevestigd of weersproken.
Neg heeft een petitie gelanceerd om zijn eigen televisieshow te krijgen, maar of dat met Channel 4 zal gaan is onbekend. Negs Australische fansite heeft ook een petitie gelanceerd in de hoop Neg zover te krijgen zijn eigen show te lanceren in Australië, in plaats van in het Verenigd Koninkrijk.